# El Sotillo
El Sotillo település Spanyolországban, Guadalajara tartományban. El Sotillo Algora, Torremocha del Campo, Cifuentes és Las Inviernas községekkel határos. Lakosainak száma 31 fő (2024).

## Népesség
A település népessége az utóbbi években az alábbiak szerint változott:
| Lakosok száma | 47   | 48   | 53   | 46   | 49   | 48   | 47   | 42   | 41   | 31   |
|               | 2001 | 2004 | 2006 | 2009 | 2011 | 2014 | 2016 | 2019 | 2021 | 2024 |